# Scudo (araldica)
Uno scudo in araldica è il supporto fisico dello stemma ed elemento centrale delle armi.

## Caratteristiche generali
Nella panoplia che costituisce il blasone, lo scudo propriamente detto rappresenta lo strumento di difesa dell'uomo d'armi. Le armi sono generalmente raffigurate su uno scudo, ma i supporti possono essere i più vari: una veste, come la tunica dell'araldo, un elemento architettonico, come un pannello murale, un oggetto domestico, come un piatto o una posata ... In questi casi, la forma del contorno è quella del supporto.
La creazione di uno stemma su uno scudo araldico comporta, come elemento essenziale, in disegno del campo dello scudo sul quale possono, ma non necessariamente, essere raffigurati uno o più carichi araldici.

## Tavola di aspettazione
Per "tavola di aspettazione" si intende la forma geometrica dello scudo nel suo insieme, o di una delle sue parti, o eventualmente di una pezza onorevole, intesa come la superficie che aspetta il disegno delle armi (il campo, e le pezze e le figure eventuali). La tavola di aspettazione può essere l'oggetto di una partizione preesistente, nel caso di armi composte.
Si materializza con la sua forma geometrica e le sue possibili suddivisioni, nelle quali sono rappresentate delle armi. Lo scudo può avere diverse forme, a seconda dell'origine della sua prima rappresentazione.
La tavola di aspettazione indica anche lo scudo dell'aspirante che ha appena ricevuto la sua panoplia da combattimento, ma non ha ancora composto le sue armi. Il suo scudo è allora in attesa di essere dotato di armi. Questa situazione può essere simboleggiata da uno scudo d'argento (in cui il bianco indica una assenza, e rappresenta lo spazio da riempire), o meglio ancora da uno scudo d'acciaio, che simboleggia sia la superficie del metallo non ancora dipinto, sia la sua capacità di servire da specchio metallico, pronto a riflettere l'immagine di chi vi si avvicina. La tavola di aspettazione si incontra di frequente nell'araldica militare italiana per gli stemmi dei reparti di nuova costituzione che non possono ancora esibire simboli commemorativi di azioni belliche o campagne militari vissute.
Nelle grandi armi, la tavola di aspettazione può anche corrispondere alla posizione riservata ad antenati le cui armi siano sconosciute. In questo caso, lo spazio è lasciato del colore di fondo (superficie non colorata), o in acciaio.
L'elaborazione di uno scudo completo di armi comincia quindi simbolicamente con il tracciare la tavola di aspettazione.

## Forma dello scudo
Lo scudo oggetto del blasone è di disegno diverso in base al luogo ed all'epoca di origine, e può avere forme più o meno fantasiose (vedi a fronte).

Principali forme dello scudo:
1 Scudo francese antico
2 Scudo francese moderno (sannitico)
3 Scudo delle Dame
4 Scudo delle Damigelle
5 Scudo da torneo o banderese
6 Scudo italiano
7 Scudo svizzero
8 Scudo inglese
9 Scudo tedesco
10 Scudo polacco
11 Scudo spagnolo, portoghese e fiammingo.

- La forma più semplice è quella detta da torneo (écu de tournoi) o banderese (bannière), un semplice quadrilatero largo sette parti (dette moduli) per otto di altezza
- Lo scudo francese antico (écu français ancien) ha una punta inferiore ogivale la cui curvatura inizia dal punto centrale dei fianchi. Nello scudo francese moderno (écu français moderne), detto in Italia sannitico, introdotto dall'araldica imperiale, il quadrilatero mantiene le proporzioni dello scudo banderese, ma gli angoli inferiori sono arrotondati da un quarto di cerchio (con raggio di mezzo modulo), e la punta è formata dall'unione di due quarti di cerchio delle stesse dimensioni

- Le dame sposate e le damigelle ebbero per molto tempo degli scudi rispettivamente rotondi (o ovali) e a losanga. Peraltro, lo scudo a losanga non si presta bene al disegno delle pezze onorevoli ed a quello degli stemmi composti (nei quali sono predominanti le partizioni verticali ed orizzontali
- Lo scudo con bordo inferiore arrotondato in punta si trova in Spagna e Portogallo, così come nelle Fiandre (che per lungo tempo sono state spagnole). Lo scudo svizzero presenta tre punte nel capo. Lo scudo inglese è spigoloso, con la sommità prolungata da corni orizzontali
- Lo scudo tedesco ha la forma di una targa da torneo (con un intaglio che permette di appoggiarvi la lancia). Lo scudo italiano dell'epoca barocca è a forma di testa di cavallo. Lo scudo polacco presenta intagli multipli.

Le forme possono essere le più fantasiose, senza essere fissate dalla tradizione, come lo scudo delimitato da arabeschi (di rosso) che l'araldica francese attribuì alle colonie dell'Africa del Nord.
Alcune osservazioni sulle forme citate:
- lo scudo antico, a tre lati (non rappresentato in figura), era disegnato appoggiato non sulla punta, secondo il modo classico, ma spesso posato sul suo lato destro («all'antica»)
- uno degli scudi italiani, ovale, era portato dagli ecclesiastici e in Francia dalle donne sposate (ma anche da molti uomini a partire dal XVI secolo)
- le estremità triangolari dello scudo inglese distinguevano gli scudi nobili da quelli delle persone comuni
- l'intaglio dello scudo tedesco permetteva di sostenere la lancia. Rassomiglia allo scudo di moda nel Rinascimento.

Si deve notare che la forma dello scudo, poiché riguarda esclusivamente il disegno dello stemma, di norma non compare nella blasonatura, in quanto irrilevante nell'identificazione dello stemma stesso. Solo in casi del tutto particolari viene blasonata la forma dello scudo, e ciò accade perché anche la forma fa parte della concessione originale dello stemma.
Note:
- Théodore Veyrin-Forrer recensisce 24 forme diverse di scudi
- O. Neubecker (op. cit. sotto) ne presenta più di un centinaio, raggruppati per paese e per epoca con datazioni certe per la maggior parte (p. 76-77).

## Divisioni e regioni
Il disegno delle figure geometriche può essere fatto su scudi di qualunque forma (o, più in generale, per qualunque forma abbia la tavola di aspettazione). La posizione delle linee deve adeguarsi alla forma della tavola di aspettazione, in modo tale che le nove regioni ottenute risultino equilibrate.
- Direzioni: le quattro divisioni semplici (i cosiddetti colpi guerrieri) ricevono il nome dei colpi che i cavalieri portavano con la spada a due mani: partito (dall'alto in basso), troncato (in orizzontale), tagliato (in discesa da destra a sinistra) e trinciato (in discesa da sinistra a destra). Se utilizzate da sole, queste quattro divisioni (o partizioni) ripartiscono la tavola di aspettazione in due parti uguali.
- Regioni: da un altro punto di vista la tavola di aspettazione può essere suddivisa in regioni da quattro linee, due orizzontali e due verticali. Queste linee delimitano cinque regioni principali: il capo (in alto), il fianco destro (a sinistra), il fianco sinistro (a destra), la punta (in basso), il centro (o cuore, o abisso). Le stesse linee delimitano quattro cantoni; destro del capo, destro della punta, sinistro del capo e sinistro della punta. Possono inoltre essere individuate altre regioni secondarie (punto d'onore, fianchi, colmo, base ...).

Queste linee, unite alle linee principali delle partizioni, permettono di disegnare le pezze onorevoli e di posizionare le figure.

## Organizzazione dello scudo (punti dello scudo)
Per facilitare il posizionamento sullo scudo, questo è diviso in 9 zone dette punti dello scudo. Questi punti sono identificati da nomi, che variano di poco a seconda degli autori, fatta eccezione per il «punto del centro» (5) detto anche «cuore» o «abisso».
Altri due punti, citati da tutti, sono il «punto d'onore» (A) e l'«ombelico» (Ω). Ma se per alcuni si tratta di una superficie equivalente ai precedenti, posta a cavallo di 2 zone (vedi il disegno), per altri si tratta di punti in senso geometrico, posti al centro delle linee di separazione 2-5 e 5-8.
Indipendentemente dagli autori, vi sono denominazioni simmetriche tra 1 e 3, 4 e 6, 7 e 9 in cui a destra per 1, 4 e 7 corrisponde a sinistra per 3, 6 e 9. In araldica, la sinistra e la destra sono quelle di chi porta lo scudo.
- Punto 1: canton destro del capo (alcuni lo chiamano «angolo destro del capo» indicando con ciò l'angolo materiale dello scudo)
- Punto 2: punto del capo (molti autori lo chiamano semplicemente «capo» ma non sempre tale denominazione è confermata dalle definizioni usate)
- Punto 4: punto del fianco destro (stessa osservazione fatta per il capo)
- Punto 7: canton destro della punta (anche in questo caso alcuni usano il termine angolo)
- Punto 8: punto della punta (la maggioranza degli autori utilizza il termine punta da solo. Si trova anche il termine piede).

Queste differenze di vocabolario o di definizione non hanno conseguenze pratiche sulla blasonatura, il che spiega perché tali differenze rimangano.